# Pultilkari
Vähämaa med Pultilkari är en ö i Finland. Den ligger i Skärgårdshavet och i kommunen Nådendal i den ekonomiska regionen  Åbo ekonomiska region i landskapet Egentliga Finland, i den sydvästra delen av landet. Ön ligger omkring 31 kilometer väster om Åbo och omkring 180 kilometer väster om Helsingfors.
Öns area är 1,37 kvadratkilometer och dess största längd är 1,7 kilometer i sydväst-nordöstlig riktning.

## Sammansmälta delöar
- Vähämaa 60°26′47″N 21°41′14″Ö / 60.44629°N 21.68736°Ö
- Pultilkari 60°27′01″N 21°40′50″Ö / 60.45016°N 21.68063°Ö

## Klimat
Inlandsklimat råder i trakten. Årsmedeltemperaturen i trakten är 5 °C. Den varmaste månaden är augusti, då medeltemperaturen är 16 °C, och den kallaste är januari, med −8 °C.